# NGC 6123
NGC 6123 este o galaxie lenticulară situată în constelația Dragonul. A fost descoperită în 1885 de către Lewis A. Swift.